# Eduard Soghomonyan
Eduard Soghomonyan (n. 19 de febrero de 1990) es un luchador brasileño de origen armenio de lucha grecorromana. Participó en el Campeonato Mundial de 2015 consiguiendo la 14.ª posición. Ganó una medalla de plata en Campeonato Panamericano de 2016. Campeón Sudamericano de 2014.